# South Molton
South Molton är en stad och en civil parish i North Devon i Devon i England. Orten har 4 093 invånare (2001). Byn nämndes i Domedagsboken (Domesday Book) år 1086, och kallades då Sudmoltone / Sut Moltona.